# Vincitori del premio Nobel per la chimica
Segue un elenco dei vincitori del Premio Nobel per la chimica. Il Premio viene assegnato annualmente dall'Accademia Reale Svedese delle Scienze.

## Elenco dei vincitori
| Anno | Ritratto             | Premiati                                                | Nazionalità                   | Motivazione |
| ---- | -------------------- | ------------------------------------------------------- | ----------------------------- | --- |
| 1901 |                      | Jacobus Henricus van 't Hoff                            | Paesi Bassi / Germania        | “in riconoscimento dei servizi straordinari resi per la scoperta delle leggi della dinamica chimica e della pressione osmotica nelle soluzioni”                                                                    |
| 1902 |                      | Hermann Emil Fischer                                    | Germania                      | “in riconoscimento dei servizi straordinari resi con il suo lavoro sulla sintesi di carboidrati e purine” |
| 1903 |                      | Svante August Arrhenius                                 | Svezia                        | “in riconoscimento dei servizi straordinari resi per il progresso della chimica con la sua teoria sulla dissociazione elettrolitica”                                                                               |
| 1904 |                      | William Ramsay                                          | Scozia / Regno Unito          | “in riconoscimento dei suoi servizi per la scoperta dei gas nobili nell'aria, e la determinazione delle loro posizioni nella tavola periodica”                                                                     |
| 1905 |                      | Johann Friedrich Wilhelm Adolf von Baeyer               | Germania                      | “in riconoscimento dei suoi servizi per il progresso della chimica organica e dell'industria chimica, con il suo lavoro sui coloranti organici e sui composti idro-aromatici”                                      |
| 1906 |                      | Henri Moissan                                           | Francia                       | “in riconoscimento dei notevoli servizi resi dagli studi e dalla scoperta del fluoro, e dall'impiego nella scienza del forno elettrico che da lui prende il nome”                                                  |
| 1907 |                      | Eduard Buchner                                          | Germania                      | “per le sue ricerche nella biochimica e per la scoperta della fermentazione non cellulare” |
| 1908 |                      | Ernest Rutherford                                       | Nuova Zelanda / Regno Unito   | “per i suoi studi sulla disintegrazione degli elementi e la chimica delle sostanze radioattive” |
| 1909 |                      | Wilhelm Ostwald                                         | Impero russo / Germania       | “per i suoi studi sulla catalisi e per l'approfondimento dei principi fondamentali che governano l'equilibrio chimico e la velocità di reazione”                                                                   |
| 1910 |                      | Otto Wallach                                            | Germania                      | “in riconoscimento dei servizi alla chimica organica e all'industria chimica con il suo lavoro pionieristico nel campo dei composti aliciclici”                                                                    |
| 1911 |                      | Maria Skłodowska-Curie                                  | Polonia / Francia             | “in riconoscimento dei suoi servizi all'avanzamento della chimica tramite la scoperta del radio e del polonio, dall'isolamento del radio e dallo studio della natura e dei componenti di questo notevole elemento” |
| 1912 |                      | Victor Grignard                                         | Francia                       | “per la scoperta del reagente chimico Grignard, che ha permesso enormi progressi nel campo della chimica organica”                                                                                                 |
| 1912 |                      | Paul Sabatier                                           | Francia                       | “per il suo metodo di idrogenazione dei composti organici in presenza di metalli finemente suddivisi per mezzo del quale negli ultimi anni si è fortemente fatto avanzare il progresso della chimica organica”     |
| 1913 |                      | Alfred Werner                                           | Francia / Svizzera            | “in riconoscimento del suo lavoro sul legame degli atomi nelle molecole per mezzo del quale ha gettato nuova luce sulle ricerche precedenti e aperto nuovi campi di ricerca specialmente in chimica inorganica”    |
| 1914 |                      | Theodore William Richards                               | Stati Uniti                   | “in riconoscimento della sua accurata determinazione del peso atomico di un gran numero di elementi chimici” |
| 1915 |                      | Richard Martin Willstätter                              | Germania                      | “per le sue ricerche sui pigmenti vegetali, in particolare sulla clorofilla” |
| 1916 |                      | non è stato assegnato                                   |                               | |
| 1917 |                      | non è stato assegnato                                   |                               | |
| 1918 |                      | Fritz Haber                                             | Germania                      | “per il processo di sintesi dell'ammoniaca” |
| 1919 |                      | non è stato assegnato                                   |                               | |
| 1920 |                      | Walther Hermann Nernst                                  | Germania                      | “in riconoscimento del suo lavoro sulla termochimica” |
| 1921 |                      | Frederick Soddy                                         | Regno Unito                   | “per il suo contributo alla conoscenza della chimica delle sostanze radioattive, e per i suoi studi sulle origini e la natura degli isotopi”                                                                       |
| 1922 |                      | Francis William Aston                                   | Regno Unito                   | “per la sua scoperta, grazie all'utilizzo del suo spettrografo di massa, di isotopi di molti elementi non radioattivi e per la sua enunciazione della teoria del numero intero (whole-number rule)”                |
| 1923 |                      | Fritz Pregl                                             | Jugoslavia ( Slovenia)        | “per l'invenzione del metodo di microanalisi delle sostanze organiche” |
| 1924 |                      | non è stato assegnato                                   |                               | |
| 1925 |                      | Richard Adolf Zsigmondy                                 | Austria / Germania            | “per la dimostrazione della natura eterogenea delle soluzioni colloidi e per il metodo da lui inventato, fondamentale per il progresso della chimica dei colloidi”                                                 |
| 1926 |                      | Theodor Svedberg                                        | Svezia                        | “per il suo lavoro sui sistemi dispersi (colloidali)” |
| 1927 |                      | Heinrich Otto Wieland                                   | Germania                      | “per i suoi studi sulla costituzione degli acidi biliari e le sostanze relative” |
| 1928 |                      | Adolf Otto Reinhold Windaus                             | Germania                      | “per il servizio reso, con le sue ricerche, alla comprensione della costituzione degli steroli ed ai loro legami con le vitamine”                                                                                  |
| 1929 |                      | Arthur Harden                                           | Regno Unito                   | “per le loro ricerche sulla fermentazione dello zucchero e degli enzimi fermentanti” |
| 1929 |                      | Hans Karl August Simon von Euler-Chelpin                | Germania / Svezia             | “per le loro ricerche sulla fermentazione dello zucchero e degli enzimi fermentanti” |
| 1930 |                      | Hans Fischer                                            | Germania                      | “per le sue ricerche sulla costituzione dell'eme e della clorofilla e, in particolare, per la sua sintesi dell'eme”                                                                                                |
| 1931 |                      | Carl Bosch                                              | Germania                      | “in riconoscimento al loro contributo per l'invenzione e lo sviluppo dei metodi di alta pressurizzazione nella produzione chimica”                                                                                 |
| 1931 |                      | Friedrich Bergius                                       | Germania                      | “in riconoscimento al loro contributo per l'invenzione e lo sviluppo dei metodi di alta pressurizzazione nella produzione chimica”                                                                                 |
| 1932 |                      | Irving Langmuir                                         | Stati Uniti                   | “per le sue scoperte ed i suoi studi sulla chimica delle superfici” |
| 1933 |                      | non è stato assegnato                                   |                               | |
| 1934 |                      | Harold Clayton Urey                                     | Stati Uniti                   | “per la scoperta dell'idrogeno pesante (deuterio)” |
| 1935 |                      | Frédéric Joliot                                         | Francia                       | “in riconoscimento della loro sintesi di nuovi elementi radioattivi” |
| 1935 |                      | Irene Joliot-Curie                                      | Francia                       | “in riconoscimento della loro sintesi di nuovi elementi radioattivi” |
| 1936 |                      | Petrus Josephus Wilhelmus Debye                         | Paesi Bassi / Germania        | “per il suo contributo alla conoscenza della struttura molecolare attraverso gli studi sui dipoli elettrici e la diffrazione dei raggi X e degli elettroni nei gas”                                                |
| 1937 |                      | Walter Norman Haworth                                   | Regno Unito                   | “per i suoi studi sui carboidrati e la vitamina C” |
| 1937 |                      | Paul Karrer                                             | Unione Sovietica / Svizzera   | “per i suoi studi sui carotenoidi, le flavine, le vitamine A e B2” |
| 1938 |                      | Richard Kuhn                                            | Austria / Germania            | “per il suo lavoro sui carotenoidi e le vitamine” |
| 1939 |                      | Adolf Friedrich Johann Butenandt                        | Germania                      | “per il suo lavoro sugli ormoni sessuali” |
| 1939 |                      | Lavoslav Ružička                                        | Jugoslavia / Svizzera         | “per il suo lavoro sul polimetilene e sui politerpeni” |
| 1940 |                      | non è stato assegnato                                   |                               | |
| 1941 |                      | non è stato assegnato                                   |                               | |
| 1942 |                      | non è stato assegnato                                   |                               | |
| 1943 |                      | George de Hevesy                                        | Ungheria/ Svezia              | “per il suo lavoro sull'utilizzo degli isotopi come traccianti nello studio dei processi chimici” |
| 1944 |                      | Otto Hahn                                               | Germania                      | “per la sua scoperta della fissione di atomi nucleari pesanti” |
| 1945 |                      | Artturi Ilmari Virtanen                                 | Finlandia                     | “per le sue scoperte ed invenzioni nella chimica agricola e nutritiva, in particolare per il suo metodo di conservazione del foraggio”                                                                             |
| 1946 |                      | James Batcheller Sumner                                 | Stati Uniti                   | “per la sua scoperta che gli enzimi possono essere cristallizzati” |
| 1946 |                      | John Howard Northrop                                    | Stati Uniti                   | “per la loro preparazione di enzimi e proteine dei virus in una forma pura (sotto forma di cristallo)” |
| 1946 |                      | Wendell Meredith Stanley                                | Stati Uniti                   | “per la loro preparazione di enzimi e proteine dei virus in una forma pura (sotto forma di cristallo)” |
| 1947 |                      | Robert Robinson                                         | Regno Unito                   | “per i suoi studi sulle produzioni di natura vegetale, in particolare per la sintesi degli alcaloidi” |
| 1948 |                      | Arne Wilhelm Kaurin Tiselius                            | Svezia                        | “per la sua ricerca sull'elettroforesi e le analisi di assorbimento, in particolare per le sue scoperte concernenti la complessa natura delle proteine contenute nei liquidi organici”                             |
| 1949 |                      | William Francis Giauque                                 | Canada / Stati Uniti          | “per il suo contributo nel campo della termodinamica chimica, in particolare per lo studio del comportamento delle sostanze a basse temperature”                                                                   |
| 1950 |                      | Otto Paul Hermann Diels                                 | Germania Ovest                | “per la loro scoperta e lo sviluppo della sintesi dei dieni (processo di cicloaddizione noto come: Reazione di Diels-Alder)”                                                                                       |
| 1950 |                      | Kurt Alder                                              | Germania Ovest                | “per la loro scoperta e lo sviluppo della sintesi dei dieni (processo di cicloaddizione noto come: Reazione di Diels-Alder)”                                                                                       |
| 1951 |                      | Edwin Mattison McMillan                                 | Stati Uniti                   | “per le loro scoperte nella chimica degli elementi transuranici” |
| 1951 |                      | Glenn Theodore Seaborg                                  | Stati Uniti                   | “per le loro scoperte nella chimica degli elementi transuranici” |
| 1952 |                      | Archer John Porter Martin                               | Regno Unito                   | “per l'invenzione della partizione cromatografica” |
| 1952 |                      | Richard Laurence Millington Synge                       | Regno Unito / Scozia          | “per l'invenzione della partizione cromatografica” |
| 1953 |                      | Hermann Staudinger                                      | Germania Ovest                | “per le sue scoperte nel campo della chimica macromolecolare” |
| 1954 |                      | Linus Carl Pauling                                      | Stati Uniti                   | “per le sue ricerche nel campo dell'attrazione molecolare e le sue applicazioni per la spiegazione della struttura di sostanze complesse”                                                                          |
| 1955 |                      | Vincent du Vigneaud                                     | Stati Uniti                   | “per il suo lavoro sulla biochimica di importanti composti solforati, in particolare per avere sintetizzato per la prima volta un ormone polipeptide”                                                              |
| 1956 |                      | Cyril Norman Hinshelwood                                | Regno Unito                   | “per le loro ricerche sui meccanismi delle reazioni chimiche” |
| 1956 |                      | Nikolaj Nikolaevič Semënov (Никола́й Никола́евич Семёнов) | Unione Sovietica              | “per le loro ricerche sui meccanismi delle reazioni chimiche” |
| 1957 |                      | Alexander R. Todd                                       | Scozia / Regno Unito          | “per il suo lavoro sui nucleotidi e sui coenzimi nucleotidi” |
| 1958 |                      | Frederick Sanger                                        | Regno Unito                   | “per il suo lavoro sulla struttura delle proteine, in particolare su quella dell'insulina” |
| 1959 |                      | Jaroslav Heyrovský                                      | Cecoslovacchia                | “per la scoperta e lo sviluppo del metodo polarografico di analisi” |
| 1960 |                      | Willard Frank Libby                                     | Stati Uniti                   | “per il suo metodo di utilizzo del carbonio 14 per la determinazione dell'età di appartenenza nell'archeologia, nella geologia, nella geofisica ed in altre branche della scienza”                                 |
| 1961 |                      | Melvin Calvin                                           | Stati Uniti                   | “per la sua ricerca sull'assimilazione del diossido di carbonio da parte delle piante” |
| 1962 |                      | Max Ferdinand Perutz                                    | Austria / Regno Unito         | “per i loro studi sulla struttura delle proteine globulari” |
| 1962 |                      | John Cowdery Kendrew                                    | Regno Unito                   | “per i loro studi sulla struttura delle proteine globulari” |
| 1963 |                      | Karl Ziegler                                            | Germania Ovest                | “per le loro scoperte nel campo della chimica e della tecnologia dei polimeri” |
| 1963 |                      | Giulio Natta                                            | Italia                        | “per le loro scoperte nel campo della chimica e della tecnologia dei polimeri” |
| 1964 | Dorothy Hodgkin      | Dorothy Crowfoot Hodgkin                                | Regno Unito                   | “per la sua determinazione, attraverso l'utilizzo di tecniche a raggi X, delle strutture di importanti sostanze biochimiche”                                                                                       |
| 1965 |                      | Robert Burns Woodward                                   | Stati Uniti                   | “per i suoi notevoli successi nella sintesi organica” |
| 1966 |                      | Robert Sanderson Mulliken                               | Stati Uniti                   | “per il suo fondamentale lavoro sull'attrazione chimica e sulla struttura elettronica delle molecole, attraverso lo studio dell'orbitale molecolare”                                                               |
| 1967 |                      | Manfred Eigen                                           | Germania Ovest                | “per i loro studi sulle reazioni chimiche veloci (fotolisi), effettuati disturbando lo stato di equilibrio per mezzo di piccoli impulsi di energia”                                                                |
| 1967 |                      | Ronald George Wreyford Norrish                          | Regno Unito                   | “per i loro studi sulle reazioni chimiche veloci (fotolisi), effettuati disturbando lo stato di equilibrio per mezzo di piccoli impulsi di energia”                                                                |
| 1967 |                      | George Porter                                           | Regno Unito                   | “per i loro studi sulle reazioni chimiche veloci (fotolisi), effettuati disturbando lo stato di equilibrio per mezzo di piccoli impulsi di energia”                                                                |
| 1968 |                      | Lars Onsager                                            | Norvegia / Stati Uniti        | “per la scoperta delle relazioni reciproche che da lui prendono nome, fondamentali per lo studio della termodinamica dei processi irreversibili”                                                                   |
| 1969 |                      | Derek Harold Richard Barton                             | Regno Unito                   | “per i loro contributi allo sviluppo del concetto di conformazione e la sua applicazione nel campo della chimica”                                                                                                  |
| 1969 |                      | Odd Hassel                                              | Norvegia                      | “per i loro contributi allo sviluppo del concetto di conformazione e la sua applicazione nel campo della chimica”                                                                                                  |
| 1970 |                      | Luis Federico Leloir                                    | Francia / Argentina           | “per la scoperta dei nucleotidi zuccherini ed il loro ruolo nella biosintesi dei carboidrati” |
| 1971 |                      | Gerhard Herzberg                                        | Germania Ovest / Canada       | “per i suoi contributi alla conoscenza della struttura elettronica e la geometria delle molecole, in particolare dei radicali liberi”                                                                              |
| 1972 |                      | Christian B. Anfinsen                                   | Stati Uniti                   | “per il suo lavoro sulla ribonucleasi, in particolare per quanto riguarda le interconnessioni esistenti tra la sequenza di aminoacidi e le conformazioni biologicamente attive”                                    |
| 1972 |                      | Stanford Moore                                          | Stati Uniti                   | “per il loro contributo alla comprensione della connessione esistente tra una struttura chimica e l'attività catalitica della molecola ribonucleica”                                                               |
| 1972 |                      | William H. Stein                                        | Stati Uniti                   | “per il loro contributo alla comprensione della connessione esistente tra una struttura chimica e l'attività catalitica della molecola ribonucleica”                                                               |
| 1973 |                      | Ernst Otto Fischer                                      | Germania Ovest                | “per il loro lavoro pionieristico, effettuato indipendentemente l'uno dall'altro, nel campo della chimica metallorganica, cosiddetta sui composti a sandwich”                                                      |
| 1973 |                      | Geoffrey Wilkinson                                      | Regno Unito                   | “per il loro lavoro pionieristico, effettuato indipendentemente l'uno dall'altro, nel campo della chimica metallorganica, cosiddetta sui composti a sandwich”                                                      |
| 1974 |                      | Paul J. Flory                                           | Stati Uniti                   | “per il suo lavoro fondamentale, teorico e sperimentale, nella chimica fisica delle macromolecole” |
| 1975 |                      | John Warcup Cornforth                                   | Australia / Regno Unito       | “per il suo lavoro sulla stereochimica delle reazioni catalizzate da enzimi” |
| 1975 |                      | Vladimir Prelog                                         | Jugoslavia / Svizzera         | “per le sue ricerche sulla stereochimica delle molecole organiche e delle loro reazioni” |
| 1976 |                      | William Nunn Lipscomb                                   | Stati Uniti                   | “per i suoi studi sulla struttura dei borani, chiarendone la natura dei legami chimici” |
| 1977 |                      | Il'ja Romanovič Prigožin                                | Russia / Belgio / Stati Uniti | “per il suo contributo alla termodinamica di non equilibrio, in particolare per lo sviluppo della teoria sulle strutture dissipative”                                                                              |
| 1978 |                      | Peter D. Mitchell                                       | Regno Unito                   | “per il suo contributo alla comprensione del trasferimento di energia biologica attraverso la formulazione della teoria chemiosmotica”                                                                             |
| 1979 |                      | Herbert C. Brown                                        | Regno Unito / Stati Uniti     | “per lo sviluppo dell'uso di composti contenenti boro e fosforo, in importanti reagenti di sintesi organica” |
| 1979 |                      | Georg Wittig                                            | Germania Ovest                | “per lo sviluppo dell'uso di composti contenenti boro e fosforo, in importanti reagenti di sintesi organica” |
| 1980 |                      | Paul Berg                                               | Stati Uniti                   | “per i suoi fondamentali studi sulla biochimica degli acidi nucleici, in particolare riguardanti il DNA ricombinante”                                                                                              |
| 1980 | Walter Gilbert       | Walter Gilbert                                          | Stati Uniti                   | “per il loro contributo alla determinazione della sequenza base negli acidi nucleici” |
| 1980 | Frederick Sanger     | Frederick Sanger                                        | Regno Unito                   | “per il loro contributo alla determinazione della sequenza base negli acidi nucleici” |
| 1981 |                      | Kenichi Fukui (福井謙一)                                | Giappone                      | “per le loro teorie, sviluppate indipendentemente l'uno dall'altro, sui meccanismi delle reazioni chimiche” |
| 1981 |                      | Roald Hoffmann                                          | Polonia / Stati Uniti         | “per le loro teorie, sviluppate indipendentemente l'uno dall'altro, sui meccanismi delle reazioni chimiche” |
| 1982 |                      | Aaron Klug                                              | RSS Lituana / Regno Unito     | “per lo sviluppo del microscopio elettronico cristallografico e il suo chiarimento sulla struttura biologica della proteina acido nucleica complessa”                                                              |
| 1983 |                      | Henry Taube                                             | Canada / Stati Uniti          | “per il suo lavoro sui meccanismi delle reazioni di trasferimento degli elettroni, in particolare nei complessi metallici”                                                                                         |
| 1984 |                      | Robert Bruce Merrifield                                 | Stati Uniti                   | “per lo sviluppo della metodologia di sintesi chimica su una matrice solida” |
| 1985 |                      | Herbert A. Hauptman                                     | Stati Uniti                   | “per i loro successi nello sviluppo dei metodi diretti per la determinazione delle strutture dei cristalli” |
| 1985 |                      | Jerome Karle                                            | Stati Uniti                   | “per i loro successi nello sviluppo dei metodi diretti per la determinazione delle strutture dei cristalli” |
| 1986 | Dudley R. Herschbach | Dudley R. Herschbach                                    | Stati Uniti                   | “per i loro contributi alle dinamiche dei processi chimici elementari” |
| 1986 |                      | Yuan T. Lee (李遠哲)                                    | Taiwan / Stati Uniti          | “per i loro contributi alle dinamiche dei processi chimici elementari” |
| 1986 |                      | John C. Polanyi                                         | Ungheria / Germania / Canada  | “per i loro contributi alle dinamiche dei processi chimici elementari” |
| 1987 |                      | Donald J. Cram                                          | Stati Uniti                   | “per il loro sviluppo e utilizzo di molecole che sviluppano, per la loro struttura specifica, interazioni ad alta selettività (carcerandi)”                                                                        |
| 1987 |                      | Jean-Marie Lehn                                         | Francia                       | “per il loro sviluppo e utilizzo di molecole che sviluppano, per la loro struttura specifica, interazioni ad alta selettività (carcerandi)”                                                                        |
| 1987 |                      | Charles J. Pedersen                                     | Corea del Sud / Stati Uniti   | “per il loro sviluppo e utilizzo di molecole che sviluppano, per la loro struttura specifica, interazioni ad alta selettività (carcerandi)”                                                                        |
| 1988 |                      | Johann Deisenhofer                                      | Germania Ovest / Stati Uniti  | “per la loro determinazione della struttura tridimensionale di un centro di reazione fotosintetico” |
| 1988 | Robert Huber         | Robert Huber                                            | Germania Ovest                | “per la loro determinazione della struttura tridimensionale di un centro di reazione fotosintetico” |
| 1988 |                      | Hartmut Michel                                          | Germania Ovest                | “per la loro determinazione della struttura tridimensionale di un centro di reazione fotosintetico” |
| 1989 |                      | Sidney Altman                                           | Canada / Stati Uniti          | “per la scoperta delle proprietà catalitiche dell'RNA” |
| 1989 | Thomas R. Cech       | Thomas R. Cech                                          | Stati Uniti                   | “per la scoperta delle proprietà catalitiche dell'RNA” |
| 1990 |                      | Elias James Corey                                       | Stati Uniti                   | “per il suo sviluppo della teoria e della metodologia della sintesi organica” |
| 1991 | Richard R. Ernst     | Richard R. Ernst                                        | Svizzera                      | “per i suoi contributi allo sviluppo della metodologia di spettroscopia di risonanza magnetica nucleare (RMN) ad alta risoluzione”                                                                                 |
| 1992 |                      | Rudolph A. Marcus                                       | Canada / Stati Uniti          | “per i suoi contributi alla teoria delle reazioni di trasferimento degli elettroni nei sistemi chimici” |
| 1993 |                      | Kary B. Mullis                                          | Stati Uniti                   | “per l'invenzione del metodo della reazione a catena della polimerasi o PCR” |
| 1993 |                      | Michael Smith                                           | Regno Unito / Canada          | “per i suoi contributi fondamentali sulla mutagenesi a seguito della riorganizzazione degli oligonucleotidi e le sue implicazioni nello studio delle proteine”                                                     |
| 1994 |                      | George A. Olah                                          | Ungheria / Stati Uniti        | “per le sue ricerche sui carbocationi” |
| 1995 |                      | Paul J. Crutzen                                         | Paesi Bassi / Germania        | “per il loro lavoro sulla chimica dell'atmosfera, in particolare riguardo alla formazione e la decomposizione dell'ozono”                                                                                          |
| 1995 |                      | Mario J. Molina                                         | Messico / Stati Uniti         | “per il loro lavoro sulla chimica dell'atmosfera, in particolare riguardo alla formazione e la decomposizione dell'ozono”                                                                                          |
| 1995 |                      | Frank Sherwood Rowland                                  | Stati Uniti                   | “per il loro lavoro sulla chimica dell'atmosfera, in particolare riguardo alla formazione e la decomposizione dell'ozono”                                                                                          |
| 1996 |                      | Robert Curl                                             | Stati Uniti                   | “per la scoperta del fullerene” |
| 1996 |                      | Harold Kroto                                            | Regno Unito                   | “per la scoperta del fullerene” |
| 1996 |                      | Richard Smalley                                         | Stati Uniti                   | “per la scoperta del fullerene” |
| 1997 |                      | Paul D. Boyer                                           | Stati Uniti                   | “per la loro spiegazione dei meccanismi enzimatici sottesi nella sintesi dell'adenosintrifosfato (ATP)” |
| 1997 |                      | John E. Walker                                          | Regno Unito                   | “per la loro spiegazione dei meccanismi enzimatici sottesi nella sintesi dell'adenosintrifosfato (ATP)” |
| 1997 |                      | Jens C. Skou                                            | Danimarca                     | “per la scoperta di un enzima ionico nello scambio sodio-potassio: Na+/K+-ATPase” |
| 1998 | Walter Kohn          | Walter Kohn                                             | Austria / Stati Uniti         | “per il suo sviluppo della teoria del funzionale della densità” |
| 1998 |                      | John A. Pople                                           | Regno Unito / Stati Uniti     | “per il suo sviluppo di metodi computazionali in chimica quantistica (metodo Pariser-Parr-Pople)” |
| 1999 |                      | Ahmed Hassan Zewail (أحمد زويل)                         | Egitto / Stati Uniti          | “per i suoi studi sugli stati di transizione delle reazioni chimiche utilizzando uno spettroscopio al femtosecondo”                                                                                                |
| 2000 |                      | Alan J. Heeger                                          | Stati Uniti                   | "per la loro scoperta e lo sviluppo dei polimeri conduttivi" |
| 2000 |                      | Alan G. MacDiarmid                                      | Nuova Zelanda / Stati Uniti   | "per la loro scoperta e lo sviluppo dei polimeri conduttivi" |
| 2000 |                      | Hideki Shirakawa                                        | Giappone                      | "per la loro scoperta e lo sviluppo dei polimeri conduttivi" |
| 2001 |                      | William S. Knowles                                      | Stati Uniti                   | “per il loro lavoro sulle reazioni di idrogenazione attivate da catalisi chirale” |
| 2001 | Ryōji Noyori         | Ryoji Noyori (野依良治)                                 | Giappone                      | “per il loro lavoro sulle reazioni di idrogenazione attivate da catalisi chirale” |
| 2001 |                      | K. Barry Sharpless                                      | Stati Uniti                   | “per il suo lavoro sulle reazioni di ossidazione attivate da catalisi chirale” |
| 2002 | John B. Fenn         | John B. Fenn                                            | Stati Uniti                   | “per il loro sviluppo di metodi di ionizzazione per desorbimento blando per le analisi di spettrometria di massa delle macromolecole biologiche”                                                                   |
| 2002 |                      | Koichi Tanaka (田中耕一)                                | Giappone                      | “per il loro sviluppo di metodi di ionizzazione per desorbimento blando per le analisi di spettrometria di massa delle macromolecole biologiche”                                                                   |
| 2002 | Kurt Wüthrich        | Kurt Wüthrich                                           | Svizzera / Stati Uniti        | “per il suo sviluppo della spettroscopia per risonanza magnetica nucleare per la determinazione della struttura tridimensionale di macromolecole biologiche in soluzione”                                          |
| 2003 |                      | Peter Agre                                              | Stati Uniti                   | “per le scoperte concernenti dei canali nella membrana cellulare - per la scoperta dei canali acquei” |
| 2003 |                      | Roderick MacKinnon                                      | Stati Uniti                   | “per le scoperte concernenti dei canali nella membrana cellulare - per gli studi sulla struttura e la meccanica dei canali ionici”                                                                                 |
| 2004 |                      | Aaron Ciechanover                                       | Israele                       | “per la scoperta dell'ubiquitina, la proteina che controlla il processo di degradazione delle proteine” |
| 2004 |                      | Avram Hershko                                           | Ungheria / Israele            | “per la scoperta dell'ubiquitina, la proteina che controlla il processo di degradazione delle proteine” |
| 2004 |                      | Irwin Rose                                              | Stati Uniti                   | “per la scoperta dell'ubiquitina, la proteina che controlla il processo di degradazione delle proteine” |
| 2005 |                      | Yves Chauvin                                            | Francia                       | “per lo sviluppo del metodo della metatesi nella sintesi organica” |
| 2005 | Robert Grubbs        | Robert Grubbs                                           | Stati Uniti                   | “per lo sviluppo del metodo della metatesi nella sintesi organica” |
| 2005 |                      | Richard Schrock                                         | Stati Uniti                   | “per lo sviluppo del metodo della metatesi nella sintesi organica” |
| 2006 |                      | Roger David Kornberg                                    | Stati Uniti                   | “per i suoi studi sulle basi molecolari della trascrizione eucariotica” |
| 2007 |                      | Gerhard Ertl                                            | Germania                      | “per i suoi studi dei processi chimici sulle superfici solide” |
| 2008 |                      | Osamu Shimomura                                         | Giappone / Stati Uniti        | “per la scoperta della Proteina fluorescente verde (Gfp) utilizzata come marcatore medico” |
| 2008 |                      | Martin Chalfie                                          | Stati Uniti                   | “per la scoperta della Proteina fluorescente verde (Gfp) utilizzata come marcatore medico” |
| 2008 |                      | Roger Y. Tsien                                          | Cina / Stati Uniti            | “per la scoperta della Proteina fluorescente verde (Gfp) utilizzata come marcatore medico” |
| 2009 |                      | Venkatraman Ramakrishnan                                | India / Regno Unito           | “per gli studi sulla struttura e sulla funzione dei ribosomi” |
| 2009 |                      | Thomas A. Steitz                                        | Stati Uniti                   | “per gli studi sulla struttura e sulla funzione dei ribosomi” |
| 2009 |                      | Ada E. Yonath                                           | Israele                       | “per gli studi sulla struttura e sulla funzione dei ribosomi” |
| 2010 |                      | Richard Heck                                            | Stati Uniti                   | “per gli accoppiamenti incrociati catalizzati dal palladio nella sintesi organica” |
| 2010 |                      | Ei-ichi Negishi                                         | Giappone / Stati Uniti        | “per gli accoppiamenti incrociati catalizzati dal palladio nella sintesi organica” |
| 2010 |                      | Akira Suzuki                                            | Giappone                      | “per gli accoppiamenti incrociati catalizzati dal palladio nella sintesi organica” |
| 2011 |                      | Dan Shechtman                                           | Israele                       | “per la scoperta dei quasicristalli” |
| 2012 |                      | Robert Lefkowitz                                        | Stati Uniti                   | “per gli studi sui recettori cellulari accoppiati a proteine G” |
| 2012 |                      | Brian Kobilka                                           | Stati Uniti                   | “per gli studi sui recettori cellulari accoppiati a proteine G” |
| 2013 |                      | Martin Karplus                                          | Austria / Stati Uniti         | “per lo sviluppo di modelli multiscala per sistemi chimici complessi” |
| 2013 |                      | Michael Levitt                                          | Sudafrica / Stati Uniti       | “per lo sviluppo di modelli multiscala per sistemi chimici complessi” |
| 2013 |                      | Arieh Warshel                                           | Israele / Stati Uniti         | “per lo sviluppo di modelli multiscala per sistemi chimici complessi” |
| 2014 |                      | Eric Betzig                                             | Stati Uniti                   | “per lo sviluppo di microscopi a fluorescenza super-risoluta” |
| 2014 |                      | Stefan Hell                                             | Romania / Germania            | “per lo sviluppo di microscopi a fluorescenza super-risoluta” |
| 2014 |                      | William Moerner                                         | Stati Uniti                   | “per lo sviluppo di microscopi a fluorescenza super-risoluta” |
| 2015 |                      | Tomas Lindahl                                           | Svezia / Regno Unito          | “per i loro studi sui meccanismi della riparazione del DNA” |
| 2015 |                      | Paul Modrich                                            | Stati Uniti                   | “per i loro studi sui meccanismi della riparazione del DNA” |
| 2015 |                      | Aziz Sancar                                             | Turchia / Stati Uniti         | “per i loro studi sui meccanismi della riparazione del DNA” |
| 2016 |                      | Jean-Pierre Sauvage                                     | Francia                       | “per la progettazione e la sintesi di macchine molecolari” |
| 2016 |                      | J. Fraser Stoddart                                      | Regno Unito / Stati Uniti     | “per la progettazione e la sintesi di macchine molecolari” |
| 2016 |                      | Bernard Feringa                                         | Paesi Bassi                   | “per la progettazione e la sintesi di macchine molecolari” |
| 2017 |                      | Jacques Dubochet                                        | Svizzera                      | “per lo sviluppo della microscopia crioelettronica per determinare la struttura di biomolecole ad alta risoluzione”                                                                                                |
| 2017 |                      | Joachim Frank                                           | Germania / Stati Uniti        | “per lo sviluppo della microscopia crioelettronica per determinare la struttura di biomolecole ad alta risoluzione”                                                                                                |
| 2017 |                      | Richard Henderson                                       | Regno Unito                   | “per lo sviluppo della microscopia crioelettronica per determinare la struttura di biomolecole ad alta risoluzione”                                                                                                |
| 2018 |                      | Frances Arnold                                          | Stati Uniti                   | “per l'evoluzione diretta degli enzimi” |
| 2018 |                      | George P. Smith                                         | Stati Uniti                   | “per la visualizzazione fagica di peptidi e anticorpi” |
| 2018 |                      | Greg Winter                                             | Regno Unito                   | “per la visualizzazione fagica di peptidi e anticorpi” |
| 2019 |                      | John B. Goodenough                                      | Germania / Stati Uniti        | “per lo sviluppo di batterie agli ioni di litio” |
| 2019 |                      | Michael Stanley Whittingham                             | Regno Unito / Stati Uniti     | “per lo sviluppo di batterie agli ioni di litio” |
| 2019 |                      | Akira Yoshino                                           | Giappone                      | “per lo sviluppo di batterie agli ioni di litio” |
| 2020 |                      | Emmanuelle Charpentier                                  | Francia / Germania            | “per aver sviluppato un metodo di modifica del genoma” |
| 2020 |                      | Jennifer Doudna                                         | Stati Uniti                   | “per aver sviluppato un metodo di modifica del genoma” |
| 2021 |                      | Benjamin List                                           | Germania                      | “per lo sviluppo dell'organocatalisi asimmetrica” |
| 2021 |                      | David MacMillan                                         | Regno Unito / Stati Uniti     | “per lo sviluppo dell'organocatalisi asimmetrica” |
| 2022 |                      | Carolyn R. Bertozzi                                     | Stati Uniti                   | “per lo sviluppo della click chemistry e della chimica bioortogonale” |
| 2022 |                      | Morten Meldal                                           | Danimarca                     | “per lo sviluppo della click chemistry e della chimica bioortogonale” |
| 2022 |                      | K. Barry Sharpless                                      | Stati Uniti                   | “per lo sviluppo della click chemistry e della chimica bioortogonale” |
| 2023 |                      | Moungi Bawendi                                          | Stati Uniti / Tunisia         | “per la scoperta e la sintesi dei punti quantici” |
| 2023 |                      | Louis E. Brus                                           | Stati Uniti                   | “per la scoperta e la sintesi dei punti quantici” |
| 2023 |                      | Aleksej Ekimov                                          | Russia                        | “per la scoperta e la sintesi dei punti quantici” |
| 2024 |                      | David Baker                                             | Stati Uniti                   | “per la progettazione computazionale delle proteine” |
| 2024 |                      | Demis Hassabis                                          | Regno Unito                   | “per la previsione della struttura delle proteine” |
| 2024 |                      | John Jumper                                             | Regno Unito                   | “per la previsione della struttura delle proteine” |

Fonte: Nobelprize.org - Premi Nobel per la chimica

## Statistiche

### Numero di vincitori per paese
Vengono considerati i paesi di nascita dei singoli vincitori.
| Nazione                   | Numero di premi |
| ------------------------- | --------------- |
| Stati Uniti               | 61              |
| Germania                  | 37              |
| Regno Unito               | 34              |
| Francia                   | 11              |
| Svizzera                  | 7               |
| Giappone                  | 7               |
| Austria                   | 6               |
| Israele                   | 5               |
| Russia / Unione Sovietica | 5               |
| Canada                    | 4               |
| Svezia                    | 4               |
| Paesi Bassi               | 4               |
| Ungheria                  | 3               |
| Norvegia                  | 2               |
| Jugoslavia                | 2               |
| Polonia                   | 2               |
| Nuova Zelanda             | 2               |
| Danimarca                 | 2               |
| Egitto                    | 1               |
| Romania                   | 1               |
| Finlandia                 | 1               |
| Cecoslovacchia            | 1               |
| Italia                    | 1               |
| Australia                 | 1               |
| Lituania                  | 1               |
| Taiwan                    | 1               |
| Corea del Sud             | 1               |
| Messico                   | 1               |
| India                     | 1               |
| Cina                      | 1               |
| Sudafrica                 | 1               |
| Turchia                   | 1               |

### Numero di vincitori per sesso
| Sesso  | Numero di premi |
| ------ | --------------- |
| Uomini | 181             |
| Donne  | 8               |